# هایاشی ریوکو
هایاشی ریوکو (به ژاپنی: 林 榴岡 Hayashi Ryūkō)؛ ۱۶۸۱ – ۱۷۵۸) فیلسوف نئوکنفسیوسیسم، عضو فرهنگستان، نویسنده اهل ژاپن بود.